# Jan Wagner (Schriftsteller)

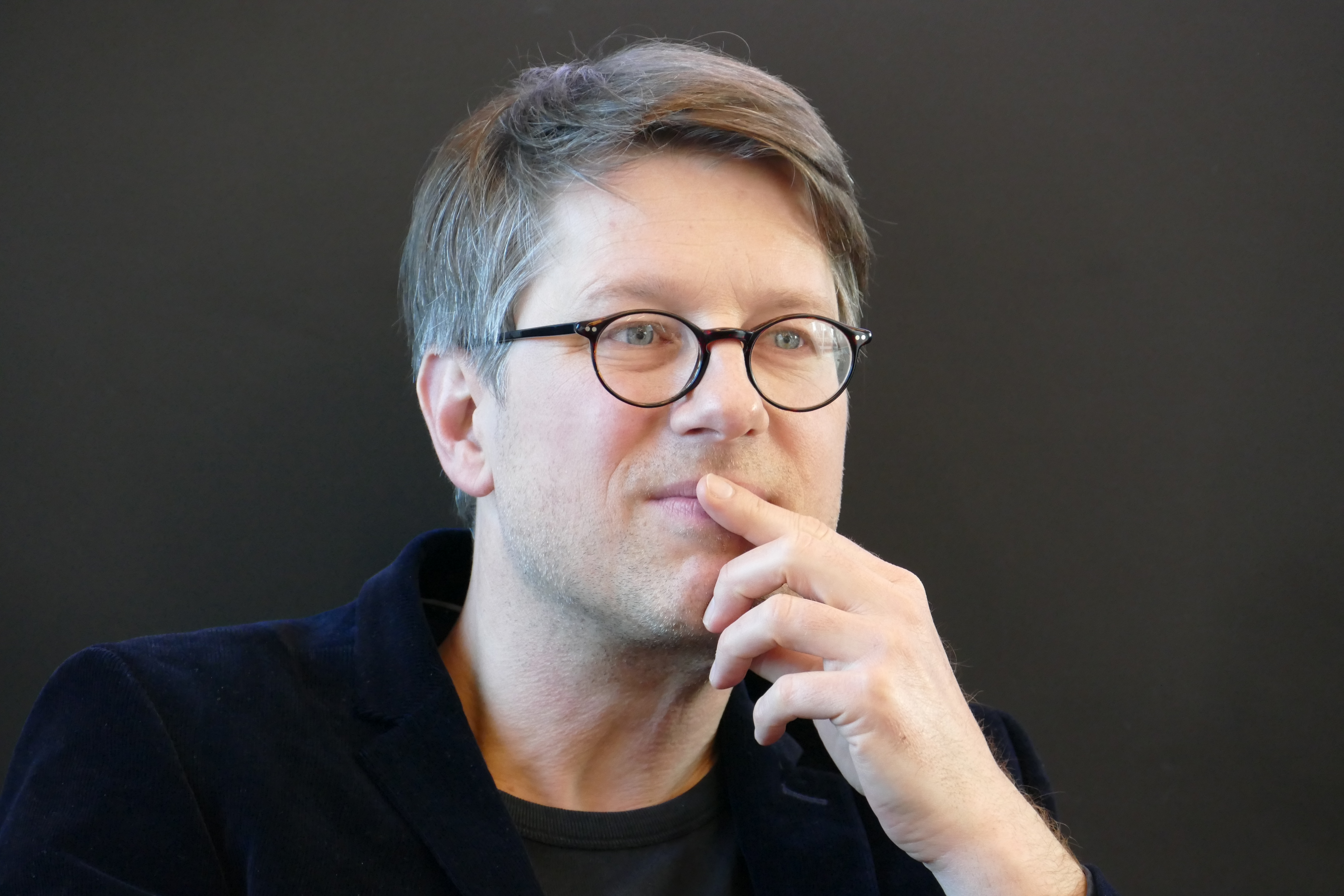
Jan Wagner bei Fokus Lyrik in Frankfurt am Main 2019

Jan Wagner (* 18. Oktober 1971 in Hamburg) ist ein deutscher Schriftsteller, Lyriker und Übersetzer.

## Leben und Werk
Jan Wagner legte sein Abitur im Jahr 1992 an der Stormarnschule in Ahrensburg ab und studierte Anglistik an der Universität Hamburg, am Trinity College (Dublin) und an der Humboldt-Universität zu Berlin, wo er mit einer Magisterarbeit über die jüngste Generation anglo-irischer Lyriker abschloss. 
Von 1995 bis 2003 gab er zusammen mit Thomas Girst die internationale Lyrikschachtel Die Außenseite des Elementes heraus. Dieser Offsetdruck war eine Loseblattsammlung, die in einer Schachtel präsentiert wurde, wobei der Leser zum eigenmächtigen Archivieren der enthaltenen Blätter aufgefordert wurde. Vorgestellt wurde unter anderem zeitgenössische persische und niederländische Lyrik. Vorbild für dieses Projekt war Marcel Duchamps Schachtel im Koffer.
Seit dem Erscheinen seines ersten Gedichtbands im Jahr 2001 ist Wagner als freier Schriftsteller, Herausgeber und Übersetzer aus dem Englischen und Amerikanischen tätig. Gedichte wurden in zahlreichen Anthologien (u. a. Der Große Conrady) und Literaturzeitschriften (Akzente, BELLA triste, Sinn und Form, Muschelhaufen) veröffentlicht. Als Kritiker verfasste Wagner Rezensionen für die Frankfurter Rundschau und andere Zeitungen sowie für den Rundfunk. Seit 2009 ist er Mitglied der Bayerischen Akademie der Schönen Künste, seit 2010 der Akademie der Wissenschaften und der Literatur, Mainz. Zudem ist er Mitglied der Freien Akademie der Künste in Hamburg und der Deutschen Akademie für Sprache und Dichtung in Darmstadt. Er war bis zu seinem Austritt 2022 Mitglied des PEN-Zentrums Deutschland und ist Mitgründer des PEN Berlin.
Mit Wagners Gedichtband Regentonnenvariationen erhielt 2015 erstmals ein Lyriktitel den Preis der Leipziger Buchmesse.
In der Umweltbewegung wird diskutiert, inwieweit er „das deutsche Naturgedicht wiederbelebt hat“.
Jan Wagner lebt seit 1995 in Berlin, seit 2000 im Berliner Ortsteil Neukölln.
Unter dem Motto „Schönes Babel. Europäische Lektüren“ kuratierte Jan Wagner im November 2018 das forum:autoren auf dem Literaturfest München und 2020 das Kölner Poesiefestival Poetica VI, Motto: „Widerstand. The Art of Résistance“.

## Publikationen
Einzeltitel
- Probebohrung im Himmel. Gedichte. Berlin Verlag, Berlin 2001, ISBN 3-8270-0071-8.
- Guerickes Sperling. Gedichte. Berlin Verlag, Berlin 2004, ISBN 3-8270-0091-2.
- Achtzehn Pasteten. Gedichte. Berlin Verlag, Berlin 2007, ISBN 978-3-8270-0721-6.
- Australien. Gedichte. Berlin Verlag, Berlin 2010, ISBN 978-3-8270-0951-7.
- Die Sandale des Propheten. Beiläufige Prosa. Essays. Berlin Verlag, Berlin 2011, ISBN 978-3-8270-1047-6.
- Die Eulenhasser in den Hallenhäusern. Drei Verborgene. Gedichte. Hanser Berlin, München 2012, ISBN 978-3-446-24030-8.
- Poesiealbum 295. Märkischer Verlag, Wilhelmshorst 2011, ISBN 978-3-931329-95-2.
- Der verschlossene Raum. Münchner Reden zur Poesie. Herausgegeben von Maria Gazzetti und Frieder von Ammon. Lyrik Kabinett, München 2012, ISBN 978-3-938776-32-2.
- Regentonnenvariationen. Gedichte. Hanser Berlin, München 2014, ISBN 978-3-446-24646-1.
- Selbstporträt mit Bienenschwarm. Ausgewählte Gedichte 2001–2015. Hanser Berlin, München 2016, ISBN 978-3-446-25075-8.
- Gedenke der Lücke. Ein Plädoyer für Traum, Narrheit und Nutzlosigkeit. Vortrag am 29. Juni 2016, Hochschule für Musik Saar, Saarbrücken (= Rede an die Abiturienten des Jahrgangs 2016). Hrsg. von Ralph Schock. Conte, St. Ingbert 2016, ISBN 978-3-95602-088-9.[9]
- Der verschlossene Raum. Beiläufige Prosa. Essays. Carl Hanser Berlin, München 2017, ISBN 978-3-446-25475-6.
- Die Live Butterfly Show. Gedichte. Hanser Berlin, München 2018, ISBN 978-3-446-26043-6.
- Der glückliche Augenblick. Beiläufige Prosa. Essays. Hanser Berlin, München 2021, ISBN 978-3-446-26943-9.[10]
- Steine & Erden. Gedichte. Hanser Berlin, München 2023, ISBN 978-3-446-27730-4.
- Was im Gedicht geschieht: Jan Wagner. 42. Paderborner Gastdozentur für Schriftstellerinnen und Schriftsteller. Hrsg. von Norbert Otto Eke und Stefan Elit. Aisthesis, Bielefeld 2025, ISBN 978-3-8498-2062-6.

Hörspiel
- Gold.Revu, Regie: Leonhard Koppelmann, Komposition: Sven-Ingo Koch (DLF 2017)

Herausgabe
- Lyrik von Jetzt. 74 Stimmen (mit Björn Kuhligk). DuMont Literatur und Kunstverlag, Köln 2003, ISBN 3-8321-7852-X.
- Lyrik von Jetzt 2 (mit Björn Kuhligk). Berlin Verlag, Berlin 2008, ISBN 978-3-8270-0809-1.
- Die Außenseite des Elementes (mit Thomas Girst). Berlin 1995–2003, DNB 1065711743.
- Grand Tour. Reisen durch die junge Lyrik Europas. Im Auftrag der Deutschen Akademie für Sprache und Dichtung hrsg. von Federico Italiano und Jan Wagner. Carl Hanser Verlag, München 2019, ISBN 978-3-446-26182-2.

Übersetzung
- Charles Simic: Grübelei im Rinnstein. Hanser Verlag, München 2000 (mit Hans Magnus Enzensberger, Michael Krüger, Rainer G. Schmidt), ISBN 3-446-19928-4.
- James Tate: Der falsche Weg nach Hause. Gedichte. Berlin Verlag, Berlin 2004, ISBN 3-8270-0492-6.
- Matthew Sweeney: Rosa Milch. Gedichte. Berlin Verlag, Berlin 2008, ISBN 978-3-8270-0744-5.
- Dan Chiasson: Naturgeschichte. Ausgewählte Gedichte. Luxbooks, Wiesbaden 2009, ISBN 978-3-939557-38-8.
- Simon Armitage: Zoom! Berlin Verlag, Berlin 2011, ISBN 978-3-8270-0906-7.
- Robin Robertson: Am Robbenkap (= Edition Lyrik-Kabinett. Band 26). Hanser Verlag, München 2013, ISBN 978-3-446-24179-4.
- Matthew Sweeney: Hund und Mond. Gedichte. Hanser Berlin, München 2017, ISBN 978-3-446-25684-2.
- Matthew Sweeney: Der Schatten der Eule. Gedichte. Hanser Berlin, München 2021, ISBN 978-3-446-27109-8.

## Auszeichnungen
- 1999: Förderpreis für literarische Übersetzungen der Stadt Hamburg
- 2000: Arbeitsstipendium des Berliner Senats
- 2001: Hamburger Förderpreis für Literatur
- 2001: Förderpreis zum Hermann-Hesse-Preis
- 2001: Arbeitsstipendium des Deutschen Literaturfonds
- 2002: Stipendiat im Künstlerhaus Edenkoben
- 2003: Amsterdam-Stipendium der Stichting Culturele Uitwisseling Nederland Duitsland und des Berliner Senats
- 2003: Christine-Lavant-Publikumspreis
- 2004: Stipendium des Heinrich-Heine-Hauses Lüneburg
- 2004: Alfred-Gruber-Preis
- 2004: Anna-Seghers-Preis
- 2004: Mondseer Lyrikpreis
- 2005: Ernst-Meister-Preis für Lyrik
- 2006: Arno-Reinfrank-Literaturpreis
- 2006: Arbeitsstipendium der Stiftung Preußische Seehandlung
- 2007: Casa Baldi-Stipendium der Deutschen Akademie Rom
- 2008: Max Kade Writer-in-Residence am Department of German Language and Literatures in Oberlin, Ohio (USA)
- 2008: Schriftstellerstipendium aus dem Else-Heiliger-Fonds der Konrad-Adenauer-Stiftung
- 2009: Arbeitsstipendium des Deutschen Literaturfonds
- 2009: Arbeitsstipendium des Berliner Senats
- 2009: Wilhelm-Lehmann-Preis
- 2009: Stipendium des Lessing-Preises der Freien und Hansestadt Hamburg
- 2011: Friedrich-Hölderlin-Preis der Universität und der Universitätsstadt Tübingen
- 2011: Stipendium der Deutschen Akademie Rom Villa Massimo Rom
- 2011: Kranichsteiner Literaturpreis
- 2013: Paul Scheerbart-Preis der Heinrich Maria Ledig-Rowohlt-Stiftung
- 2014: Jahresstipendium der Carl Friedrich von Siemens Stiftung mit Aufenthalt in München
- 2015: Aufenthaltsstipendium der Villa Aurora
- 2015: Mörike-Preis der Stadt Fellbach
- 2015: Preis der Leipziger Buchmesse für den Gedichtband Regentonnenvariationen (Kategorie: Belletristik)
- 2016: Samuel-Bogumil-Linde-Preis gemeinsam mit Kazimierz Brakoniecki
- 2017: Zhongkun International Poetry Award gemeinsam mit Zheng Min
- 2017: Stipendium des Künstlerhofes Schreyahn[11]
- 2017: Georg-Büchner-Preis[12]
- 2017: Hörspiel des Monats Juli für Gold.Revue
- 2022: Ehrendoktor der Universität Bielefeld[13]